# David Alexander Johnston

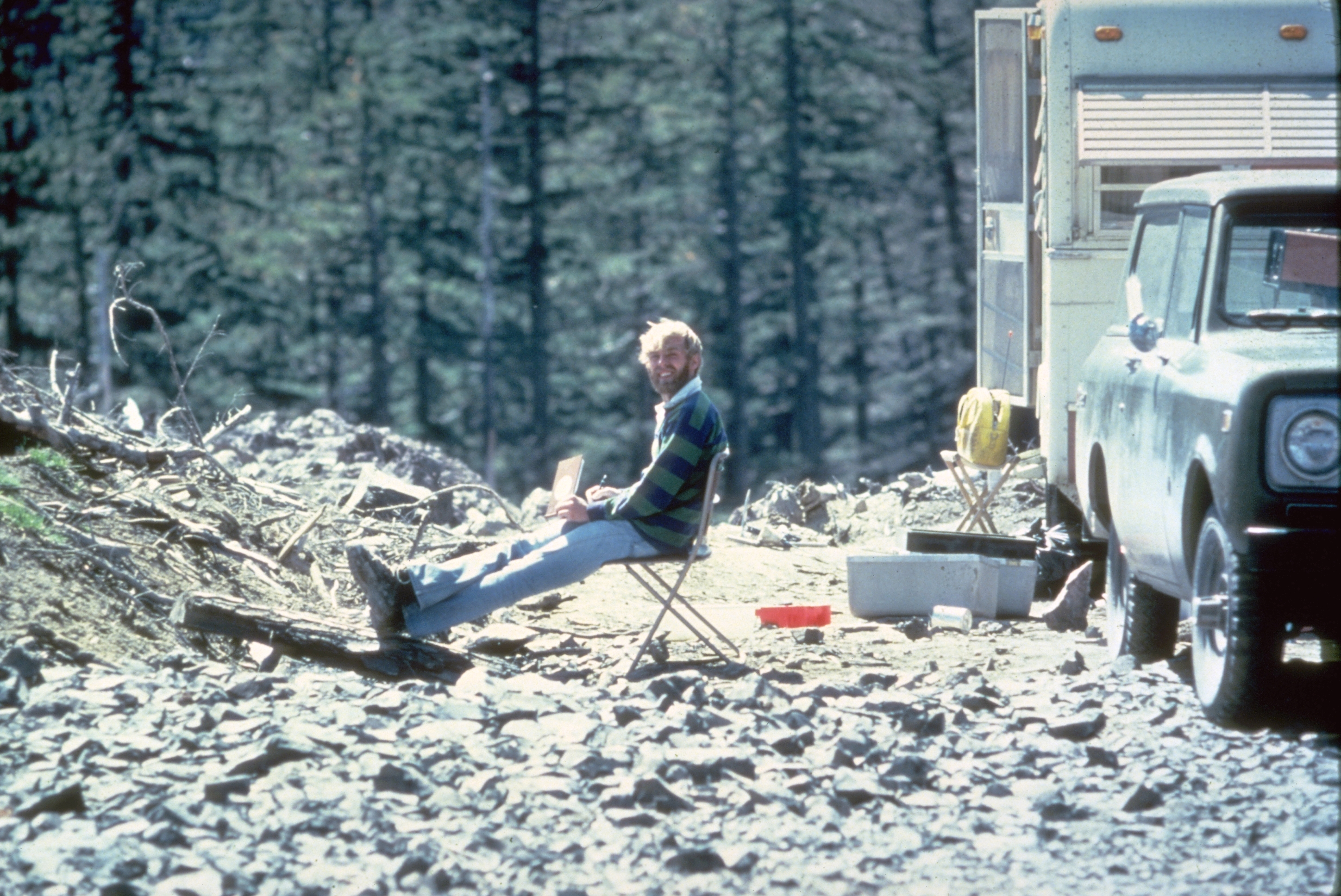
David A. Johnston, fotografiado en su campamento 13 horas y media antes de morir en la erupción del volcán Santa Helena en 1980.

David Alexander Johnston (18 de diciembre de 1949 - 18 de mayo de 1980) fue un vulcanólogo estadounidense del Servicio Geológico de los Estados Unidos (USGS) que murió durante la erupción de 1980 del Monte Santa Helena en el estado de Washington. Científico principal en el equipo de vigilancia del USGS, Johnston resultó muerto en la erupción mientras manejaba un puesto de observación a 6 millas (10 kilómetros) en la mañana del 18 de mayo de 1980. Fue el primero en divulgar la erupción, transmitiendo por radio "¡Vancouver! ¡Vancouver! ¡Eso es todo!" antes de ser barrido por la inmensa explosión lateral. A pesar de una búsqueda minuciosa, el cuerpo de Johnston nunca fue encontrado, pero los trabajadores de las carreteras estatales descubrieron restos de su remolque del USGS en 1993.
La carrera de Johnston lo llevó a través de los Estados Unidos, donde estudió el volcán Agustín en Alaska, el campo volcánico de San Juan en Colorado y volcanes extintos en Míchigan. Johnston era un científico meticuloso y talentoso, conocido por sus análisis de los gases volcánicos y su relación con las erupciones. Esto, junto con su entusiasmo y actitud positiva, lo hizo apreciado y respetado por muchos compañeros de trabajo. Después de su muerte, otros científicos elogiaron su carácter, tanto verbalmente como en dedicatorias y cartas. Johnston creía que los científicos deben hacer lo que sea necesario, incluyendo tomar riesgos, para ayudar a proteger al público de los desastres naturales. Su trabajo y el de otros científicos del USGS convencieron a las autoridades de cerrar el monte Santa Helena al público meses antes de la erupción de 1980. Mantuvieron el cierre a pesar de la fuerte presión por reabrir el área; su trabajo salvó miles de vidas. Su historia se entrelazó con la imagen popular de las erupciones volcánicas y su amenaza a la sociedad, y parte de la historia de la vulcanología. Hasta la fecha, Johnston, junto con Harry Glicken, es uno de los dos vulcanólogos estadounidenses conocidos por haber muerto en una erupción volcánica.
Después de su muerte, Johnston fue conmemorado de varias maneras, incluyendo un fondo conmemorativo establecido en su nombre en la Universidad de Washington para financiar la investigación a nivel de posgrado. Dos observatorios vulcanológicos fueron establecidos con su nombre después: uno en Vancouver, Washington, y otro en la cresta donde murió. La vida y la muerte de Johnston aparecen en varios documentales, películas, docudramas y libros. Junto con otros que murieron durante la erupción, el nombre de Johnston está inscrito en memoriales dedicados a ellos.